# Romarska cesta
Romarska cesta (tudi romipeta ali romejska cesta) je skupina cest in poti, ki so v povezavi vodile do Rima in drugih večjih božjepotnih krajev, na primer Jeruzalema in Kompostele. Razen romarjev so te poti na raznih odsekih uporabljali v velikem številu trgovci in diplomati, pa tudi vojske. V smeri proti Rimu prečka Apeninski polotok več romarskih cest, odvisno odkod so prihajali romarji in kateri gorski prelaz so uporabljali. 
Tako je Francigena prihajala iz zahoda (kjer so bili doma Franki, odtod ime), preko doline Aoste dosegla Pavio, prečkala Apenine nedaleč od Parme, nato preko mesta Lucca dosegla Rim. Ko so se začeli uporabljati alpski prelazi Simplon, Sv, Gotard, nato Spluga, Septimer in Mali Sveti Bernard, so preko njih romarji prihajali do Milana in nato do Piacenze, ker so stopili na Francigeno, ki je tako dobila več novih priključkov.
Ena od variant Francigene je bila Romea Sambuca, ki je od Bologne obrnila preko graščine Sambuca in prelaza Collina do Pistoie in Lucce.
Germanska ali Ogrska romarska cesta je imela dva vstopa na polotok, Germanska na zahodnih alpskih prelazih in Ogrska v Pustriški dolini in Trbižu: združili sta se v Padovi ali Forliju in nato nadaljevali preko Apeninov ter se nedaleč od Orvieta priključili Francigeni.
Romarska cesta Nonantolana, ki je dobila ime po enem od počivališč, samostanu Nonantola, je združevala romarje, ki so po raznih poteh dosegli Padsko nižino in se združevali v Mantovi, nato skupno prekoračili Apenine in se spustili do Lucce, do Bolonje ali do Forlija, kjer je cesta sovpadala s Francigeno, Romeo odnosno Germansko.
Med najpomembnejše romarske ceste sodi Flaminia, ki v celoti sledi trasi stare rimske ceste Flaminie, to je povezava vzhodne italijanske obale (Rimini) z Rimom. Kot romarsko cesto so jo uporabljali romarji, ki so iz vzhodnih predelov Evrope vstopali v Italijo pri Trbižu ali Ogleju in nato nadaljevali ob obali do Riminija. Kljub velikemu romarskemu prometu se Flaminia malokdaj prišteva med romarske poti, ker je bolj zanimiva vključitev med rimske ceste in ker je dejansko še danes uporabna skoraj brez sprememb.

## Vir
- Stopani, R.: Le vie del Giubileo. Guida, storia, percorsi, Rim 1996